# Andalusischer Zopf

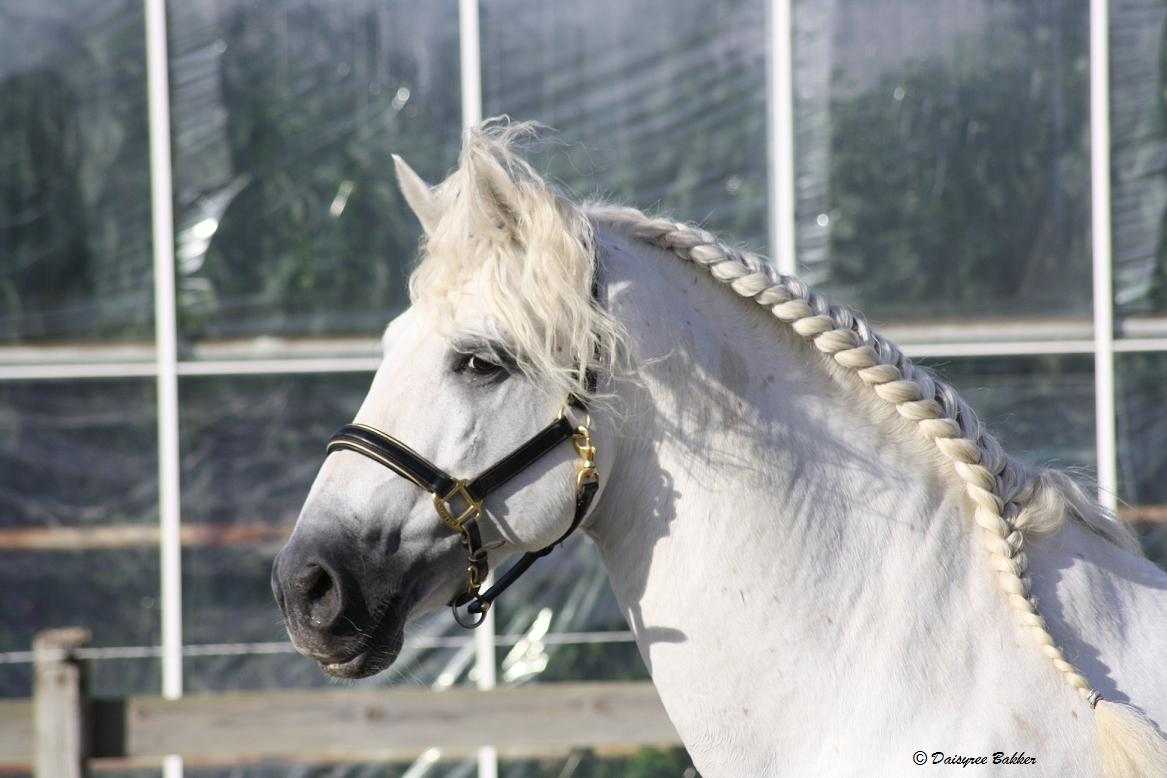
Andalusier mit andalusischem Zopf

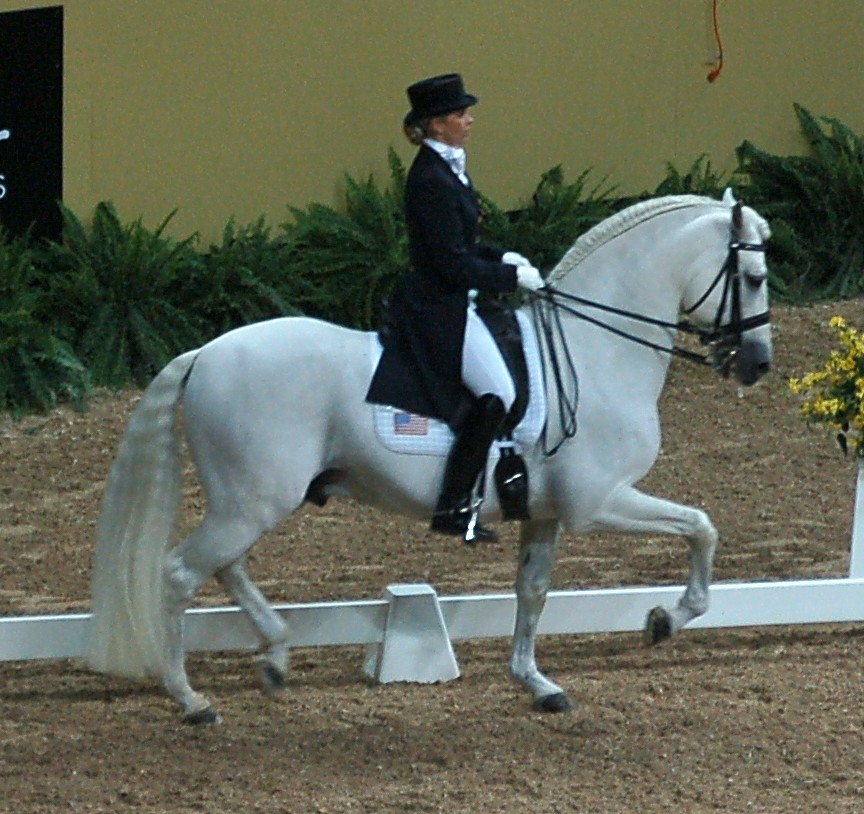
Andalusischer Zopf bei einem Turnier

Der andalusische Zopf, auch spanischer Zopf genannt, ist eine Flechttechnik, mit der einem Pferd die Mähne geflochten werden kann.
Der Zopf beginnt direkt hinter den Ohren und hört kurz vor dem Widerrist wieder auf. Er wird wie  ein Französischer Zopf, der nur auf einer Seite statt mittig liegt, geflochten. Es wird bei jedem „zweiten“ Flechten eine Strähne hinzugenommen. Diese Technik ist besonders geeignet für Pferde mit dicker Mähne, beispielsweise Andalusier oder Friesen.
Die Mähne kann eingeflochten werden, um das Pferd für ein Turnier herauszuputzen.